# Редмон (Илиноис)
Редмон (енгл. Redmon) град је у америчкој савезној држави Илиноис.

## Демографија
По попису из 2010. године број становника је 173, што је 26 (-13,1%) становника мање него 2000. године.
| Група             | 2000.       | 2010.       |
| Белци             | 198 (99,5%) | 170 (98,3%) |
| Афроамериканци    | 0 (0,0%)    | 0 (0,0%)    |
| Азијати           | 0 (0,0%)    | 0 (0,0%)    |
| Хиспаноамериканци | 0 (0,0%)    | 3 (1,7%)    |
| Укупно            | 199         | 173         |